# 顧綸
顧綸（1468年—？），字朝章，直隸蘇州府嘉定縣人，民籍，明朝政治人物。

## 生平
弘治五年（1492年）壬子科應天府鄉試第五十四名舉人。弘治十八年（1505年）中式乙丑科會試第一百三十一名，三甲第二十六名進士。官四川馬湖府知府，正德九年（1514年）正月考察去职。

## 家族
曾祖顧孟理；祖父顧澄；父顧珩，母葛氏；繼母丁氏；繼母姚氏。永感下。